# Nokia 8587
Nokia 8587 — мобільний телефон у формі «розкладачки», випущений компанією Nokia в 2002 для південнокорейського ринку. Вироблявся на заводі в Масані, Південна Корея. Один із перших телефонів Nokia з кольоровим дисплеєм.

## Опис
Випускався у чотирьох варіантах кольору корпусу: Sterling Silver, Brilliant Blue, Timeless Titanium та Glamour Gold. При цьому він був доступний з двома варіантами акумуляторів: BLK-3 (600 мАг) та BLK-5 (800 мАг): варіант з батареєю більшої ємності мав товщину 24.6 мм та масу 95 г; ця версія вважалася стандартною, на відміну від варіанта з батареєю меншої ємності.
Корпус Nokia 8587 виконаний у формі «розкладачки», виготовлений із пластика та алюмінію. На зовнішній стороні розташований додатковий однорядковий LCD-екран із бірюзовим підсвічуванням. Основний екран має роздільну здатність 128х160 пікселів і виконаний за технологією STN. Клавіатура має синє підсвічування.
У телефоні були 16 поліфонічних мелодій, 2 вбудовані ігри та WAP-браузер.

## Характеристики
- Стандарти: CDMA 800
- Екран: STN, 4096 кольорiв, 128 x 160 пікселів
- Зовнішній екран: LCD, монохромний
- Бездротові інтерфейси: відсутні
- Проводове підключення: RS232
- Фото/Відеокамера: немає
- Мультимедіа: FM-Радіо
- Пам'ять: 2 МБ вбудованої динамічно розподіляється пам'яті;
- Слоти розширення: немає
- Операційна система: немає
- Батарея: знімний літій-іонний акумулятор ємністю 650 мАг
- час роботи при розмові: 2 год
- Час автономної роботи: 180 год